# Флорентин, Диего
Дие́го Флоренти́н (исп. Diego Florentín) — парагвайский футболист, полузащитник.

## Биография
В 1930 году выступал за клуб «Ривер Плейт» из столице Парагвая Асунсьон.
Главный тренер национальной сборной Парагвая Хосе Дуранд Лагуна вызвал Флорентина на первый чемпионат мира 1930, который прошёл в Уругвае. На турнире он остался на скамейке запасных и не провёл ни одного матча. В своей группе Парагвай занял второе место, но не прошёл в полуфинал, команда Диего Флорентина уступила США и обогнала Бельгию.